# Szczawnik (dopływ Popradu)
Szczawnik – potok, prawy dopływ Popradu. Ma źródła na wysokości około 960 m na południowo-zachodnich stokach góry Runek w Paśmie Jaworzyny w Beskidzie Sądeckim. Spływa w południowo-zachodnim kierunku pomiędzy dwoma bocznymi grzbietami tego pasma; od zachodniej strony jest to grzbiet Runek – Jaworzynka, od wschodniej grzbiet Bukowa – Wielka Bukowa – Kotylniczy Wierch. Pod Długimi Młakami zmienia kierunek na południowo-wschodni, potem południowy i spływa pomiędzy Liskową i Szczobami z jednej strony, a Wielką Bukową i Kotylniczym Wierchem z drugiej strony. W tej górnej części biegu, aż do zabudowanych obszarów miejscowości Szczawnik płynie przez tereny całkowicie zalesione. Następnie dnem głębokiej doliny spływa w południowo-wschodnim kierunku przez zabudowane obszary miejscowości Szczawnik, Złockie i w Muszynie, na wysokości 444 m, w miejscu o współrzędnych 49°21′09,0″N 20°53′18,1″E/49,352500 20,888361 uchodzi do Popradu. Ujście to znajduje się w głębokiej i ciasnej dolinie pomiędzy wzniesieniami Mikowej Góry i grzbietem Koziejówki. Na dolnym odcinku biegu, w obrębie zabudowań miejscowości Szczawnik bieg potoku jest uregulowany hydrotechnicznie.

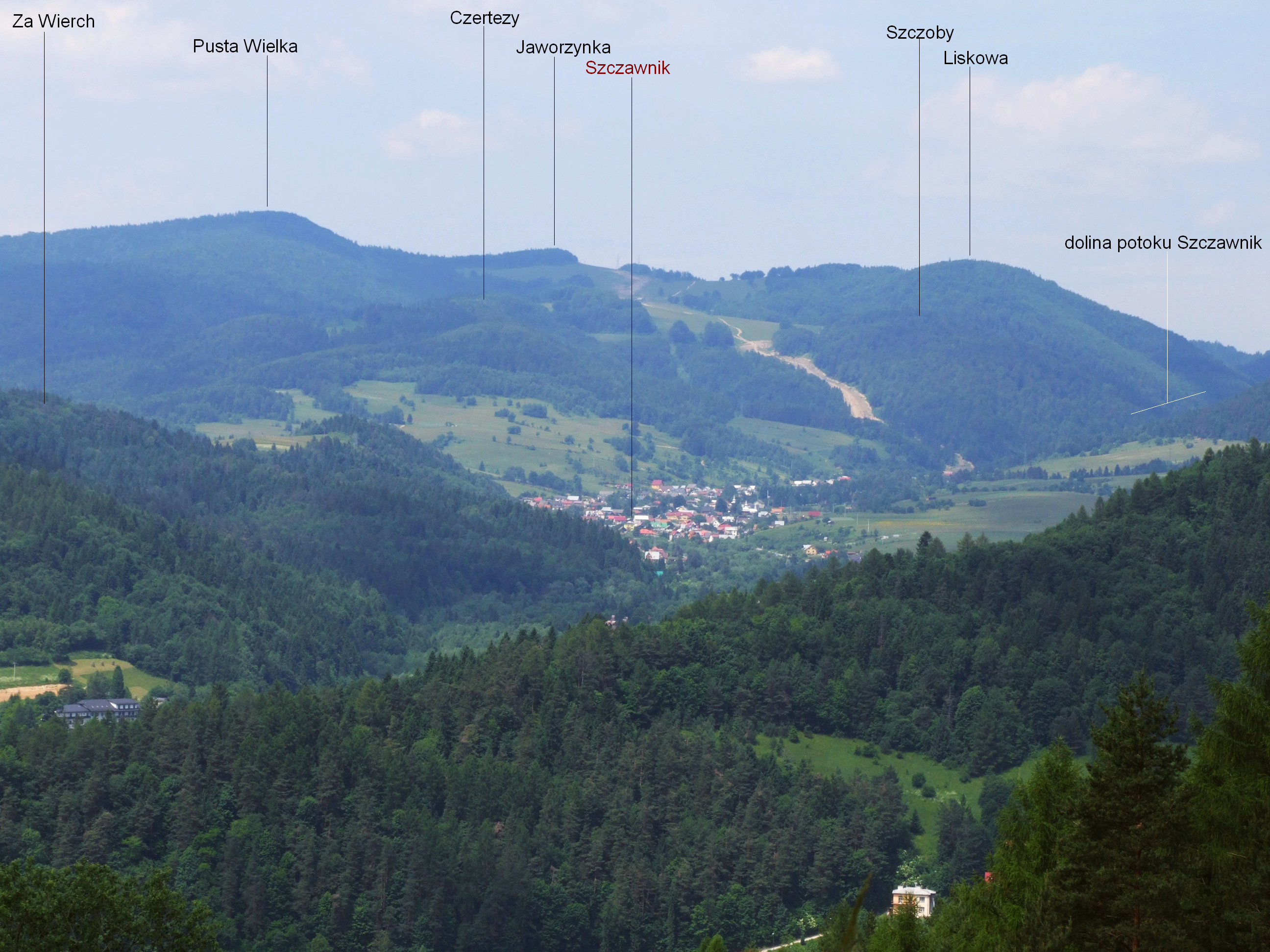
Dolina Szczawnika

Największymi dopływami Szczawnika są potoki Szczawniczek i Złocki Potok (obydwa lewobrzeżne). W zlewni Szczawnika znajdują się źródła wód mineralnych oraz mofety.